# 유정현 (조선)
유정현(柳廷顯, 1355년 ~ 1426년)는 고려 말 조선 초기의 문신이다. 자는 여명(汝明), 호는 월정(月亭), 시호는 정숙(貞肅)이다. 본관은 문화(文化)이다. 그는 세종 치세기 영의정 겸 삼군도통사로 대마도 정벌을 총지휘 하였다. 그는 고리대금 사채업자로 더 유명했다

## 생애
고려 말에 음보로 사헌규정(司憲糾正)을 거쳐 전라도안렴사·장령(掌令)·지양근군사(知楊根郡事)·집의·좌대언 등을 역임하였다.
조선 개국 후 1394년(태조 3)에 상주목사로 발탁되었다. 이후 병조전서(兵曹典書)·완산부윤을 지내고, 1404년(태종 4)에 전라도관찰사·중군동지총제(中軍同知摠制), 1409년에 판한성부사를 거쳐 1410년에 형조판서로 승진하였고, 이어 예조판서·서북면도순문찰리사(西北面都巡問察理使)·평양부윤·대사헌·이조판서·참찬의정부사(參贊議政府事)·병조판서·찬성사 등을 지냈다.
1416년 좌의정을 거쳐 영의정에 임명되었다.
태종기와 세종초기 6년간 영의정을 역임하여,
세종기 문화융성의 기초를 닦았다. 대마도 정벌 당시에는 삼군도통사로서 이종무를 휘하에 두고 대마도 정벌을 총지휘하였다.

## 인물
실록에는 유정현에 대해 "그 성질이 심히 인색하여 털끝만큼도 남에게 주는 일이 없고, 동산에 있는 과일까지 모두 저자에 팔아 조그마한 이익까지도 챙겼다"는 부정적인 평을 남기고 있다. 또한 유정현은 평소 고리대를 하였는데, 그가 거느린 반인(伴人)으로써 능히 장리 준 돈을 다 수금해온 자가 있으면 상을 주거나 역승(驛丞)으로 임명해 주기도 하였으며, 이를 계기로 부자가 되어 곡식을 쌓은 것이 7만여 석이나 되었다고 적고 있다. 때문에 유정현에게 빚 독촉을 당한 백성들은 그에게 치를 떨며 "죽으면 죽었지 다시는 영의정의 장리는 꾸어 쓰지 않겠다."고 하였다고 한다.
세종 6년(1424년) 전임 판부사(前判府事) 정역(鄭易)의 집 노비가 앞서 유정현에게서 고리대로 돈을 빌려 썼다가 마침 그 해에 흉년이 들어 사정이 좋지 못해 기일에 맞춰 돈을 갚지 못하였는데, 유정현은 자신의 집에서 돈 수금하는 조례(皂隸)를 보내어 기어이 그 노비의 집에 들어가 가마솥까지 뜯어왔다. 정역이 이를 사위 효령대군에게 고하자 효령대군은 유정현의 아들 유장(柳璋)을 불러 "네 아비가 지위가 수상(首相)에 이르러 녹을 받는 것이 적지 않고 또 주상의 백성을 아껴 주시는 뜻을 몸받아 살게끔 구휼하여 주는 것이 그의 직분일 텐데, 이제 궁핍한 노비의 가마솥까지 빼앗아 가니, 수상된 본의가 어디에 있는가. 빼앗아 간 것을 돌려 보내지 않으면 내가 그 조례 놈을 잡아다가 엄하게 때리고 임금에게 알리겠다"고 꾸짖었으나, 유장은 "제 아버지는 제 말도 듣지 않으신 것이 오래입니다. 다른 사람을 시켜 고하는 것이 좋을 줄로 아옵니다."라고 변명했다.

## 가족 관계
- 할아버지: 유돈(柳墩)
  - 아버지: 유진(柳鎭)
    - 부인: 청주 정씨 - 정오(鄭䫨)의 딸
      - 장남: 유의(柳顗)
      - 자부: 오중화(吳仲和)
        - 손자: 유수강(柳守剛)

      - 차남: 유장(柳暲)
      - 자부: 구홍(具鴻)의 딸
      - 자부: 김종연(金宗衍)의 딸

## 대표 관직
- 사헌규정
- 전라도안렴사
- 장령
- 지양근군사
- 집의
- 좌대언
- 상주목사
- 병조전서
- 완산부윤
- 전라도관찰사
- 중군동지총제
- 판한성부사
- 형조판서
- 예조판서
- 서북면도순문찰리사
- 평양부윤
- 대사헌
- 이조판서
- 참찬의정부사
- 병조판서
- 찬성사
- 좌의정
- 영의정
- 삼군도통사
- 영돈녕부사
- 판호조사
- 좌의정